# کیریک پارتی
کیریک پارتی (به انگلیسی: Kirik Party) فیلمی هندی محصول سال ۲۰۱۶ و به کارگردانی ریشاب شتی است. در این فیلم بازیگرانی همچون راکشیت شتی، راشمیکا ماندانا، سامویاکتا هدج و آچویاث کومار ایفای نقش کرده‌اند.